# Romuald Bauer
Romuald Bauer (ur. 17 listopada 1931 w Nadwornej, zm. 2013 w Warszawie) – polski specjalista w zakresie ekonomiki i organizacji transportu, prof. dr hab., dyrektor Instytutu Transportu Samochodowego (ITS) w latach 2002–2004 oraz przewodniczący Rady Naukowej ITS w latach 1999–2002.

## Działalność naukowa
Absolwent Szkoły Głównej Planowania i Statystyki (obecnie SGH), gdzie od 1952 r., pracował także jako asystent w Katedrze Ekonomii Politycznej Kapitalizmu, w późniejszym okresie awansując na asystenta i starszego asystenta. Od końca lat 50. XX w. związany był z Katedrą Ekonomii Politycznej, a od 1968 r. z Katedrą Ekonomiki Transportu, którą kierował w latach 1977–2000. W międzyczasie w 1964, uzyskał stopień naukowy doktora. W latach 1972–1984 piastował funkcję prodziekana, a w latach 1984–1990 dziekana Wydziału Handlu Wewnętrznego SGPiS. W 1993-1999 był dziekanem Kolegium Zarządzania i Finansów SGH. W 1990 r. uzyskał habilitację, a od 1994 był profesorem zwyczajnym.
Pochowany na Cmentarzu Prawosławnym na Woli (kwatera 68a-1-1).

## Odznaczenia
- Cztery nagrody Ministra Nauki i Szkolnictwa Wyższego
- Sześć nagród rektora SGPiS/SGH za działalność dydaktyczną
- Złoty Krzyż Zasługi[1]
- Krzyż Oficerski Orderu Odrodzenia Polski[1]
- Krzyż Kawalerski Orderu Odrodzenia Polski[1]
- Medal Komisji Edukacji Narodowej[1]
- Złota i srebrna odznaka „Za zasługi dla transportu PRL”
- Złota odznaka SITK
- Złota odznaka PTE
- Złota Syrenka za zasługi dla Warszawy
- Odznaka honorowa „Za zasługi dla Instytutu Transportu Samochodowego”
- Odznaka honorowa „Za zasługi dla Wydziału Mechanicznego Politechniki Lubelskiej”